# MMOTHS
Jack Colleran (mer känd som MMOTHS) född i maj 1993, är en irländsk elektronisk musiker.

## Biografi
Colleran föddes i Newbridge, Kildare, Irland och började spela piano redan vid fem års ålder. Under skoltiden var han med i flera olika band och 2010 började han skapa egen musik. 
Efter att ha släppt ett antal låtar på SoundCloud signerade MMOTHS kontrakt med skivbolaget SQE Music. Han har hittills släppt två EP:s.
Artistnamnet är en lek med ordet "Motts", ett lokalt uttryck för flickor.

## Diskografi
- MMOTHS EP (2012), SQE
- Diaries EP (2013), SQE